# Gundhöring
Gundhöring ist ein Gemeindeteil der Gemeinde Feldkirchen im niederbayerischen Landkreis Straubing-Bogen.

## Lage
Das Kirchdorf Gundhöring liegt im Gäuboden etwa zwei Kilometer südwestlich von Feldkirchen am Allachbach. Bei Gundhöring kreuzen sich die Kreisstraßen SR 2 und SR 23.

## Geschichte
Gunthering wird im ersten Herzogsurbar aus der Zeit um 1228/1241 erwähnt, ebenso im Salbuch des Kastenamtes Straubing von 1479. Im Jahr 1596 war der Straubinger Burgpfleger Abraham von Siß Besitzer des Hofes zu Gundhöring.
Der Ort unterstand dem Landgericht Leonsberg und wurde bei dessen Auflösung mit anderen Orten 1803 dem Landgericht Straubing zugeteilt, wo er zur Ruralgemeinde Feldkirchen gelangte. 1840 hatte Gundhöring 18 Häuser und 86 Einwohner, 1987 81 Einwohner.

## Sehenswürdigkeiten
- Filialkirche St. Andreas. Der Chor ist im Kern romanisch (um 1200), Langhaus und Turm sind spätgotisch und wurden später barockisiert. Sie gehört zur Pfarrei St. Laurentius in Feldkirchen.

## Vereine
- Bauernhilfsverein Gundhöring-Feldkirchen
- Freiwillige Feuerwehr Gundhöring. Sie wurde 1911 gegründet.